# Kalle Palander
Kalle Palander, né le 2 mai 1977 à Tornio, est un skieur alpin finlandais. Champion du monde de slalom en 1999, il est seul skieur finlandais champion du monde de l'histoire. Pendant la saison 2003, il devient le premier finlandais à s'imposer dans une épreuve de slalom en coupe du monde à Kitzbühel, il remportera cette année-là 4 victoires en slalom et obtient son premier globe de cristal de slalom. L'année suivante, il s'impose dans 4 slaloms et 2 slaloms géants mais ne sera pas récompensé de globe de cristal de slalom (battu par Rainer Schönfelder).

## Biographie

### 1994 - 1998: Les débuts
Kalle Palander fait ses débuts en 1994 sur le circuit scandinave de courses FIS, Circuit parallèle dans lequel il dispute de nombreuses épreuves, obtenant ses meilleurs résultats en slalom.
Intégré en équipe de Finlande dès la saison suivante à 18ans dans l'objectif de faire ses gammes dans quelques épreuves de coupe d'Europe, les résultats ne se révèlent pas à la hauteur, il dispute aussi les championnats du monde juniors de ski alpin en Suisse terminant notamment à la 4e place du slalom dominé par Benjamin Raich.
La saison suivante, le jeune finlandais, fort d'un bon début de saison officie ses débuts en coupe du Monde lors du slalom de Madonna di Campiglio qui se conclut par un abandon. Rappelé à deux autres reprises en coupe du monde à l'occasion des slaloms de Wengen et Kitzbühel, il ne confirme pas les espoirs, concluant les deux courses par des sorties de piste. Engagé malgré tout, dans ses premiers championnats du monde à Sestriere, il dispute le super G, la descente, le géant et le slalom. Peu en vue sur les trois premières disciplines, il termine bon 16e d'un slalom dominé par un autre nordique, le Norvégien Tom Stiansen. Bien aidé par ce résultat ainsi que ses premiers faits d'armes en coupe d'Europe, Kalle Palander est intégré durant l'intersaison dans l'équipe de Finlande de coupe du monde.
Les résultats en début de saison 1997-1998 ne sont pas vraiment à la hauteur pour le finlandais souvent renvoyé en coupe d'Europe avec plus de réussite. Cependant, profitant de la faiblesse de l'équipe finlandaise, il est sélectionné pour les jeux olympiques d'hiver de 1998 à Nagano ou il est engagé en géant et slalom. Après une sortie de piste en géant, le finlandais crée la surprise lors du slalom au profit d'une excellente seconde manche lui permettant de terminer au 9e rang. En confiance à la suite de ce bon résultat olympique, Palander obtient dans la foulée ses premiers points en coupe du monde lors du slalom coréen de Yongpyong (16e).

### 1999: Champion du monde à la surprise générale
Kalle Palander démarre la saison 1998-1999 avec l'objectif de grimper dans la hiérarchie en géant et slalom et de finir la saison dans le top 30 des 2 disciplines qui lui permettrait de d'élancer dans de meilleures conditions.
Après un bon début de saison durant lequel, il obtient ses premières qualifications en géant (20e à Sölden et 16e à Park City), le Finlandais marque le pas par la suite ne finissant aucune course sur le mois de décembre.
C'est lors du mois de janvier que Palander va commencer une irrésistible montée en puissance dans la discipline du slalom. En effet, Palander ne quitte pas une seule fois le top 10 sur les slaloms disputés en janvier (10e à Kranjska Gora, 7e à Wengen et 6e à Schladming et Kitzbühel).
Des résultats qui lui permettent d'aborder les championnats du monde de ski alpin de 1999 disputés à Vail en pleine confiance. 37e et 17e lors du super G et du géant, Kalle Palander réalise l'exploit lors du slalom en remportant la première médaille d'or de l'histoire du ski alpin finlandais devant Lasse Kjus et Christian Mayer.
Marqué par cet exploit inattendu, il finit la saison en roue libre ne se qualifiant plus en coupe du monde et termine au 18e rang du classement du slalom.

### Difficile confirmation
La saison suivante marque un léger contrecoup dans la carrière de Palander. Bien que toujours présent, il ne parvient pas à confirmer ce titre mondial mais réalise une bonne fin de saison en slalom (9e à Adelboden, 5e à Yongpyong et 7e à Bormio). Il termine la saison au 17e rang du classement du slalom. La saison fut plus compliquée en géant.
2000-2001 est une saison extrêmement décevante pour Palander et marque une terrible chute dans la hiérarchie avec seulement 4 courses terminées dans les points (9e sur le slalom de Wengen, 20e et 23e dans les slaloms de Shigakogen et 25e en géant à Sölden).
En 2001-2002, Palander réalise une bonne saison malgré le fait qu'il s'engage avec de gros dossards en début de saison. Même si c'est toujours compliqué en géant (seulement une 14e place à Alta Badia), le Finlandais retrouve les tops 10 en slalom (8e à Aspen, Kranjska Gora, Wengen et Schladming, 5e à Madonna di Campiglio et 4e à Adelboden). Ces résultats lui permettent d'aborder les jeux olympiques d'hiver de 2002 à Salt Lake City avec des ambitions légitimes. Malheureusement, ces jeux ne laisseront pas un grand souvenir à Palander, le Finlandais ne parvenant pas à dompter la piste très sélective de Snowbasin à Deer Valley. 11e des finales, Palander finit la saison à une excellente 6e place du classement du slalom.

### Premières victoires et globe de cristal du slalom
Fort de la saison précédente qui lui a permis de retrouver la confiance, Palander va réaliser une superbe saison 2002-2003. Après un début de saison mitigé, le Finlandais effectue lors des slaloms de janvier une impressionnante montée en puissance (5e à Bormio, 4e à Kranjska Gora et Wengen) qui atteindra son apogée avec un fantastique doublé autrichien à Kitzbühel devant Rainer Schönfelder et Heinz Schilchegger et à Schladming devant Benjamin Raich et Hans-Petter Buraas lui permettant d'aborder les championnats du monde de ski alpin de 2003 à Saint-Moritz en position de grand favori. Engagé en géant et slalom, il termine excellent 6e du géant mais déçoit en slalom  avec une 7e place. Peu échaudé par cet échec, le Finlandais réalise dans la foulée un nouveau doublé cette fois-ci en Asie sur des neiges douces qu'il apprécie particulièrement à Yongpyong devant Giorgio Rocca et Benjamin Raich et à Shigakogen devant Rainer Schönfelder et Giorgio Rocca. Le Finlandais confirme sa montée en puissance en géant avec une belle 6e place lors des finales de Lillehammer mais surtout assure le premier globe de cristal de l'histoire de la Finlande en terminant 2e du slalom derrière Giorgio Rocca. Il devance au classement de la spécialité le croate Ivica Kostelić et Rainer Schönfelder et en outre termine à une excellente 4e place au classement général. Il annonce durant l'intersaison vouloir gagner en géant et jouer le général la saison prochaine.

### Parmi les meilleurs aussi en géant et lutte pour le globe de slalom
Kalle Palander commence la saison 2003-2004 sur les chapeaux de roues. Conservant son niveau exceptionnel en slalom, il gagne à Park City devant Rainer Schönfelder et Manfred Pranger mais obtient aussi d'excellents résultats sur les 2 premiers géants (11e à Sölden, 5e à Park City) lui permettant d'intégrer la première série des meilleurs géantistes à l'orée des 2 géants disputés à une semaine d'intervalle d'Alta Badia. Le Finlandais aime beaucoup la pente soutenue de la Gran Risa et le prouve en remportant sa 1re victoire en géant (6e en carrière devant le local Davide Simoncelli et Frederic Covili. La semaine suivante, c'est Simoncelli qui prend sa revanche devant le Finlandais. Palander est encore plus impressionnant que l'année précédente lors des slaloms du mois de janvier. Il gagne 2 victoires à Flachau devant Manfred Pranger et Giorgio Rocca et Kitzbühel devant Thomas Grandi et Rainer Schönfelder et conclut ce mois fructueux par une 3e place à Schladming derrière Benjamin Raich et Manfred Moelgg. Malgré deux contre-performances sur les slaloms de Chamonix (16e) et de Wengen (abandon), il semble intouchable pour ajouter un 2e globe de cristal de slalom d'affilée malgré la régularité impressionnante de Rainer Schönfelder. C'est lors du week-end d'Adelboden que sa saison va prendre un virage paradoxal. Auteur d'une prestation remarquable lors du géant qui le voit remporter la 2e victoire de sa carrière devant Max Blardone et Christoph Gruber, le Finlandais part à la faute sur le slalom dominical remporté par son rival autrichien Rainer Schönfelder qui prend une avance considérable au classement de la discipline. Il décide de délaisser le géant afin de reprendre son retard d'une cinquantaine de points en slalom ce qu'il ne parviendra pas malgré une fin de saison de grande qualité qui le voit accrocher une 2e place à Sankt Anton derrière Bode Miller ainsi qu'une victoire lors des finales à Sestriere devant Schönfelder et Mario Matt. Le Finlandais termine 2e du classement du slalom avec 30 points de retard sur Rainer Schönfelder malgré 3 victoires de plus que l'Autrichien. Il termine aussi 2e du classement du géant derrière Bode Miller et 6e du classement général.

### Recul de performances et rêve olympique déchu
La saison 2004-2005 du Finlandais sera beaucoup moins complète et vierge de toute victoire. S'il reste performant en géant et slalom, le Finlandais ne parvient pas à franchir le palier durant cette saison à cause de douleurs dorsales. Palander signe 3 podiums en géant (3e à Sölden, Adelboden et Kranjska Gora) et finit 6e géantiste mondial ainsi qu'un podium en slalom (3e à Sestriere) et termine l'année 10e slalomeur mondial. Il prend aussi part durant cette saison aux championnats du monde de ski alpin de 2005 à Bormio où il est engagé en géant et slalom. 3e après la première manche du géant, le Finlandais ne peut résister en seconde au retour de Benjamin Raich sur le podium et termine très déçu à la 4e place et craque en première manche du slalom. Le Finlandais tire un trait sur une saison difficile avec l'espoir de retrouver les chemins de la victoire la saison suivante et surtout de remporter le seul titre qui lui manque à Turin.
La saison 2005-2006 part sur les mêmes bases que la précédente. Palander réalise cependant des performances solides en début de saison. Ainsi, il signe 2 podiums en géant à Beaver Creek (3e derrière Bode Miller et Daron Rahlves) et en slalom à Madonna di Campiglio (3e derrière Giorgio Rocca et Benjamin Raich) et plusieurs tops 5 jusqu'en janvier, un mois qu'il apprécie et qui le voit ajouter 2 nouveaux podiums en géant (3e à Adelboden derrière Benjamin Raich et Fredrik Nyberg) et en slalom (2e à Wengen derrière l'intouchable Giorgio Rocca) et surtout sa 11e victoire lors du slalom en nocturne de Schladming devant Akira Sasaki et Benjamin Raich). Victoire qui tombe à point nommé à la veille des jeux olympiques d'hiver de 2006 à Turin ou Palander se présente parmi les favoris du géant et du slalom. Ces jeux se concluront par un double échec, le Finlandais terminant 9e du géant loin du vainqueur Benjamin Raich et ne finissant pas la seconde manche du slalom duquel il s'élançait en bonne position. Le Finlandais réalise néanmoins une bonne fin de saison avec un nouveau podium en géant (2e lors du deuxième géant de Yongpyong derrière Ted Ligety) ainsi qu'une 12e victoire lors du slalom disputé à Shigakogen devant Reinfried Herbst et Thomas Grandi. Sa saison prend fin lors du géant des finales où il chute et se blesse légèrement. Il finit la saison au 2e rang du classement du slalom derrière Giorgio Rocca, au 5e rang du classement du géant et à la 7e place du classement général.
2006-2007 est une saison plutôt compliquée pour Palander bien que signant une belle 13e victoire à Alta Badia devant Bode Miller et Didier Defago et un autre podium podium en géant à Hinterstoder. Le Finlandais, âgé maintenant de 30 ans, rencontre de plus en plus de pépins physiques qui l'empêchent d'exploiter le maximum de son potentiel physique qui constituait sa grande force auparavant même s'il continue à signer de belles performances (notamment 5e du slalom d'Alta Badia le lendemain de sa victoire, 4e du géant et du slalom d'Adelboden, 6e du slalom de Garmisch). Il termine la saison au 9e rang du classement du slalom, 4e du classement du géant et ne quitte pas les 10 premiers du général (10e). Engagé aussi sur les championnats du monde de ski alpin de 2007 à Are, il termine 7e du géant et ne finit pas la première manche du slalom.

### Graves blessures et fin de carrière
La première partie de la saison 2007-2008 semble marquer un sursaut pour Palander. En effet, après un très bon début de saison qui le voit accrocher 2 podiums à Sölden en géant (3e derrière Aksel Lund Svindal et Ted Ligety et à Reiteralm en slalom (2e derrière Marc Gini) et des places d'honneur, le Finlandais signe sa 14e victoire sur la piste qu'il affectionne d'Alta Badia devant Benjamin Raich et Marc Berthod. Après cet excellent début de saison, Kalle Palander marque le pas avec plusieurs abandons lors des slaloms de janvier qui l'ont fait roi dans le passé. Lors d'une séance d'entraînement avec les Suédois, le Finlandais se fracture le tibia, ce qui met fin net à sa saison. Opéré dans la foulée, Palander ne tentera son retour que 2 ans plus tard, une nouvelle opération pour fortes complications étant passée par là, lors du slalom de reprise de la saison 2009-2010 disputé à domicile à Levi qu'il ne finit pas. La saison est difficile, le Finlandais se qualifiant peu en 2e manche (26e au géant de Val d'Isère, 23e au slalom de Val d'Isère, 22e au slalom de Zagreb, 24e au géant d'Adelboden et 25e au géant de Kranjska Gora).
La saison suivante, Palander se blesse à nouveau à l'issue du géant de Sölden dès l'ouverture de la saison alors qu'il était qualifié en 2e manche. Le verdict est lourd pour le Finlandais (rupture des ligaments du genou droit).
Après 2 ans de galère, Palander décide de mettre un terme à sa carrière en déclarant qu'il ne souhaite plus imposer de telles charges de travail à son corps.
Il quitte le cirque blanc fort d'un palmarès remarquable de 14 victoires en Coupe du monde (10 en slalom, 4 en géant) de 2003 à 2008, 1 globe de cristal de slalom en 2003, 1 titre mondial de slalom en 1999.

## Palmarès

### Jeux olympiques d'hiver
| Épreuve / Édition      | Descente | Super G | Slalom géant | Slalom  | Combiné |
| JO 1998 Nagano         | —        | —       | Abandon      | 9e      | —       |
| JO 2002 Salt Lake City | —        | —       | Abandon      | Abandon | —       |
| JO 2006 Turin          | —        | —       | 9e           | Abandon | —       |

Légende :
- — : Il n'a pas participé à cette épreuve

### Championnats du monde
| Épreuve / Édition                    | Descente | Super G | Slalom géant | Slalom        | Combiné / Super combiné |
| ------------------------------------ | -------- | ------- | ------------ | ------------- | ----------------------- |
| Mondiaux 1997 Sestrières             | 38e      | 39e     | Abandon      | 16            | -                       |
| Mondiaux 1999 Vail                   | -        | 37e     | 17e          | Médaille d'or | -                       |
| Mondiaux 2001 St. Anton              | -        | -       | Abandon      | Abandon       | -                       |
| Mondiaux 2003 Saint-Moritz           | -        | -       | 6e           | 7e            | -                       |
| Mondiaux 2005 Bormio                 | -        | -       | 4e           | Abandon       | -                       |
| Mondiaux 2007 Åre                    | -        | -       | 7e           | Abandon       | -                       |
| Mondiaux 2011 Garmisch-Partenkirchen | -        | -       | Abandon      | Abandon       | -                       |

### Coupe du monde
- Meilleur classement général : 4e en 2003.
- Vainqueur du classement du slalom en 2003.
- 30 podiums dont 14 victoires (10 en slalom, 4 en slalom géant).

(État au 28 février 2008)

#### Différents classements en Coupe du monde
| Année/Classement | Année/Classement | Général | Général | Descente | Descente | Slalom | Slalom | Géant  | Géant  | Super G | Super G | Combiné | Combiné |
| ---------------- | ---------------- | ------- | ------- | -------- | -------- | ------ | ------ | ------ | ------ | ------- | ------- | ------- | ------- |
| Année/Classement | Année/Classement | Class.  | Points  | Class.   | Points   | Class. | Points | Class. | Points | Class.  | Points  | Class.  | Points  |
| 1998             | 1998             | 110e    | 15      | -        | -        | 45e    | 15     | -      | -      | -       | -       | -       | -       |
| 1999             | 1999             | 40e     | 168     | -        | -        | 18e    | 142    | 34e    | 26     | -       | -       | -       | -       |
| 2000             | 2000             | 38e     | 208     | -        | -        | 17e    | 172    | 32e    | -      | -       | -       | -       | -       |
| 2001             | 2001             | 83e     | 54      | -        | -        | 31e    | 48     | 52e    | 6      | -       | -       | -       | -       |
| 2002             | 2002             | 28e     | 305     | -        | -        | 6e     | 287    | 41e    | 18     | -       | -       | -       | -       |
| 2003             | 2003             | 4e      | 718     | -        | -        | 1er    | 658    | 25e    | 60     | -       | -       | -       | -       |
| 2004             | 2004             | 6e      | 944     | -        | -        | 2e     | 595    | 2e     | 349    | -       | -       | -       | -       |
| 2005             | 2005             | 9e      | 530     | -        | -        | 10e    | 227    | 6e     | 303    | -       | -       | -       | -       |
| 2006             | 2006             | 7e      | 801     | -        | -        | 2e     | 495    | 5e     | 306    | -       | -       | -       | -       |
| 2007             | 2007             | 10e     | 546     | -        | -        | 9e     | 247    | 4e     | 299    | -       | -       | -       | -       |
| 2008             | 2008             | 27e     | 367     | -        | -        | 22e    | 127    | 9e     | 239    | -       | -       | -       | -       |
| 2011             | 2011             | 109e    | 35      | -        | -        | 47e    | 17     | 38e    | 18     | -       | -       | -       | -       |

#### Détail des victoires
| Édition / Épreuve | Slalom                                     | Slalom géant         | Total |
| 2003              | Kitzbühel Schladming Yongpyong Shiga Kogen |                      | 4     |
| 2004              | Park City Flachau Kitzbühel Sestrières     | Alta Badia Adelboden | 6     |
| 2006              | Schladming Shiga Kogen                     |                      | 2     |
| 2007              |                                            | Alta Badia           | 1     |
| 2008              |                                            | Alta Badia           | 1     |
| Total             | 10                                         | 4                    | 14    |